# Thaumatodracon
Thaumatodracon wiedenrothi is een lid van de Plesiosauria dat tijdens de vroege Jura leefde in het gebied van het huidige Engeland.

## Vondst en naamgeving
Begin 1969 vond de eenendertigjarige Duitse amateurpaleontoloog Kurt Wiedenroth aan de kust van Dorset tussen Lyme Regis en Charmouth het skelet van een plesiosauriër. Eerst trof hij een kalkknol aan aan de voet van de Black Ven-klif met daarin een reeks halswervels. Daarna vond hij de schedel. Andere brokken werden ook verwijderd. Hij nam het fossiel mee naar Duitsland waar hij het nog datzelfde jaar verkocht aan het Niedersächsisches Landesmuseum Hannover alwaar het in het depot verdween. Het belang van de vondst werd door anderen niet onderkend. Bij Lyme Regis waren wel meer van zulke skeletten gevonden. Slechts een paar, zwaar overwerkte, onderzoekers hielden zich met Britse plesiosauriërs bezig. Pas in de jaren negentig werd het skelet gedeeltelijk geprepareerd door Elijah Widmann.
In 2011 werd het museum bezocht door de plesiosauriërexperts Ricardo Miguel Nóbrega Araújo en Adam Stuart Smith. Intussen stond het onderwerp in het brandpunt van de paleontologische belangstelling. Oud materiaal werd opnieuw onderzocht en men benoemde zo snel nieuwe geslachten dat de tijdschriften het niet meer konden bijbenen. Ze herkenden de resten als een nog onbekende soort. Deze ontdekking werd in 2012 gemeld in de wetenschappelijke literatuur. Daarbij werd aangegeven dat een onderzoekstraject opgestart was waarin het fossiel gescand zou worden en beschreven.
In 2017 werd de typesoort Thaumatodracon wiedenrothi benoemd en beschreven door Smith en Araùjo. De geslachtsnaam is afgeleid van het Grieks thauma, "wonder", en drakoon, "draak". De naam diende ook als een soort compensatie voor het feit dat Smith in 2010 Thaumatosaurus victor tot een Meyerasaurus hernoemd had waarover hij zich wat schuldig voelde. De soortaanduiding eert Wiedenroth als ontdekker.
Het holotype, NLMH 106.058, is gevonden in een laag van de Black Ven Mudstone-afzetting van de Charmouth Mudstone Formation die dateert uit het Sinemurien. Het omvat de volledige schedel, beide onderkaken en een volledige reeks van zevenentwintig halswervels en nekribben. Daarnaast is er een blok van vijfendertig bij vijfendertig bij twintig centimeter. Dit bevat vermoedelijk verdere wervels en delen van de schoudergordel. Ook zijn er honderden kleine brokken, minder dan drie centimeter in doorsnee, die mogelijkerwijs skeletfragmenten bevatten. In 2017 waren die nog niet geprepareerd. De kwaliteit van de botten is over het algemeen uitstekend, zoals vaak bij fossielen van de Black Ven.

## Beschrijving

### Grootte en onderscheidende kenmerken
Thaumatodracon is een grote soort voor de vroege Jura. De lichaamslengte werd geschat op 6,5 meter.
De beschrijvers stelden enkele onderscheidende kenmerken vast. Twee ervan zijn autapomorfieën, unieke afgeleide eigenschappen. Bij de bovenste tak van het squamosum bevindt zich een opvallende put op de achterrand. De gepaarde processus basioccipitales lopen naar voren driehoekig taps toe. Bij dit laatste is het echter mogelijk dat het om een tafonomisch artefact gaat, dus een vervorming van het fossiel.
Daarnaast is er een unieke combinatie van op zich niet unieke kenmerken. Direct voor de neusgaten lopen de beennaden tussen de gepaarde praemaxilae en bovenkaaksbeenderen evenwijdig. De voorhoofdsbeenderen raken elkaar op de middenlijn. De premaxillaire snuit is kort. De praemaxilla draagt vijf tanden. De beennaad tussen voorhoofdsbeen en prefrontale is aan de binnenzijde geleidelijk bol afgerond. Het articulare loopt aan de voorste binnenzijde van het kaakgewricht uit in een uitstekende binnenste beenplaat met een hol bovenvlak. De draaier, de tweede halswervel, heeft een robuust staafvormig doornuitsteeksel met een cirkelvormige dwarsdoorsnede. De doornuitsteeksels van de wervels zijn aan hun bovenste uiteinden verbreed.

### Skelet

#### Schedel
De schedel heeft een lengte van ongeveer zestig centimeter. De oogkas maakt daar zo'n tien centimeter van uit en het bovenste slaapvenster twintig centimeter. De snuit is spatelvormig. De praemaxilla raakt het wandbeen niet, een basaal kenmerk gedeeld met Atychodracon. De achterste tak van de praemaxilla behoudt een constante breedte zodat de beennaden van de gepaarde praemaxillae en de bovenkaaksbeenderen evenwijdig lopen, althans vóór de neusgaten. Dit is een afgeleid kenmerk afwijkend van Atychodracon. Er is een insnoering tussen praemaxilla en bovenkaaksbeen. Niet kan worden waargenomen of er een middenkloof is op de snuit. De vierde premaxillaire tand is het grootst. Het bovenkaaksbeen heeft geen trog op de zijkant. De voorhoofdsbeenderen raken elkaar op de middenlijn en worden dus niet gescheiden door de praemaxillae. Het voorhoofdsbeen raakt het bovenste slaapvenster niet. De zijwand van het jukbeen toont vele horizontale groeven en richels, net als bij Rhomaleosaurus. De voorste takken van de wandbeenderen strekken zich over een derde van de lengte van de oogkassen uit. Het foramen pineale ligt voorwaarts maar wordt geheel door de wandbeenderen omvat. De achterrand van de bovenste tak van het squamosum toont een opvallende dwarstrog. Die wordt gedeeld met Rhomaleosaurus zetlandicus maar is daar veel minder diep zodat het kenmerk toch als een unieke autapomorfie kan gelden. Ook meer naar voren is het squamosum diep overdwars uitgehold wat een gebogen kam schept die naar binnen uitloopt in een lage richel maar naar buiten in een scherpe rand, de achterzijde van het bovenste slaapvenster. Een tweede afgeronde richel op het bovenvlak scheidt twee platte zones, waarvan de achterste hol kromt waar deze het quadratum nadert. De beennaad tussen squwmosum en quadratum wordt niet doorboord door een foramen.
In het verhemelte dringt het ploegschaarbeen het verhemeltebeen van het interne neusgat, een afgeleid kenmerk. Hetzelfde geldt voor het elkaar ontmoeten van de pterygoïden achter hun achterste tussenholte.
Het dolkvormig uitsteeksel op het parasfenoïde is kort en asymmetrisch. Het interne foramen voor de halsslagader ligt rechts, niet links zoals bij de meeste verwanten. Op de onderzijde van de achterhoofdsknobbel bevindt zich een paar inkepingen. Dit is uitzonderlijk bij Plesiosauria maar wordt gedeeld met Meyerasaurus. De driehoekige uitsteeksels op de onderzijde van het basisfenoïde tussen de achterste holten tussen de pterygoíden zouden uniek zijn indien authentiek.

#### Onderkaken
De onderkaken zijn naar buiten gebogen. Op hun buitenzijden bevindt zich een lengtetrog zoals bij andere rhomaleosauriden, Leptocleidia en Hauffiosaurus. De symfyse is overdwars verbreed en mist een middenkiel op de onderzijde. Per zijde zijn er vijf tanden op de symfyse. Op de achterste helft van de symfyse bevindt zich een afgerond ruitvormig beenplateau.